# Météorite de Sylacauga
Cet article concerne la chute d'une météorite sur la ville de Sylacauga. Pour la ville, voir Sylacauga.
La météorite de Sylacauga, en anglais Sylacauga meteorite, est une météorite tombée sur Terre le 30 novembre 1954 à Oak Grove, un faubourg de Sylacauga, dans l'Alabama, aux États-Unis. Elle est aussi appelée météorite de Hodges, en anglais Hodges meteorite, du nom d'Ann Elizabeth Hodges, la personne que le plus gros des trois fragments de la météorite a percutée. Elle est la première météorite connue avec certitude pour avoir percuté une personne, bien qu'un Milanais en 1677 pourrait être le premier cas recensé.

## Histoire
Lors de sa traversée de l'atmosphère, la météorite se fragmente en trois morceaux dont le fragment Hodges de 3,86 kg et le fragment McKinney de 1,68 kg. Le météore est alors visible sous la forme d'une boule de feu dans trois États différents en dépit de la luminosité de ce début d'après-midi ; des ondes de choc et des bruits sourds sont aussi rapportés.
Le fragment Hodges, de la taille d'un ananas, traverse le toit d'une maison, rebondit sur un meuble en bois avant de percuter Ann Elizabeth dormant sur un canapé. Elle s'en tire avec de graves contusions. Par la suite, ce morceau est réquisitionné par l'United States Air Force, malgré la désapprobation du mari d'Ann Elizabeth qui souhaite le vendre afin de couvrir les frais de réparation de la maison, des offres de plus de 5 000 dollars leur ayant été faites. Ils en redeviendront les propriétaires mais seulement plus d'un an après l'incident, alors que l'intérêt du public pour la météorite est retombé. Ne trouvant plus d'acheteurs, le mari d'Ann Elizabeth en fait don au musée d'histoire naturelle de l'Alabama (en).